# Ніколь Браун-Сімпсон
Ніко́ль Бра́ун-Сі́мпсон (до шлюбу Бра́ун, англ. Nicole Brown Simpson; нар. 19 травня 1959, Франкфурт-на-Майні — 12 червня 1994, Лос-Анджелес) — американська офіціантка німецько-американського походження, друга дружина американського футболіста Орентала Джеймса «О. Джей» Сімпсона, що чинив над нею тривале домашнє насильство та убив її та її коханця (вбивство широко висвітлювалося).

## Життєпис
Ніколь Браун народжена 19 травня 1959 року в місті Франкфурт-на-Майні, ФРН, у сім'ї Джудіти Анни «Джуді» Баур Браун (до шлюбу Браун) та Луїса Гезекаї «Лу» Браун-молодшого. Її мати була німкенею, а батько — американцем. У сім'ї вона була другою дочкою з чотирьох (Деніс, Домініка і Таня). Вона також має двох зведених сестер (Венді та Марґіт) і одного зведеного брата (Трейсі) з попереднього шлюбу батька. Після переїзду до США почала ходити до середньої школи Ранчо-Аламітос, Ґарден-Ґров, штат Каліфорнія. У 1976 році закінчила середню школу Дейна-Гіллз у Дейна-Пойнт. Виросла католичкою.
У випускному альбомі Браун 1976 році зі школи Дана-Гіллз її псевдонім «Нік», а також написана цитата, що вона: «пам'ятає випускний вечір, поцілунок із гарбузом на танцях 1974 році, одну з півфіналісток випускного, плани покататися на лижах у Європі, піти до школи фотографії Брукс, отримати від Скотта: „Будь собою, будь справжньою, ти не мусиш щось робити.“».
Ніколь Браун і О. Джей Сімпсон познайомились у 1977 році та уклали шлюб у 1985 році, через п'ять років після того, як Сімпсон пішов з професійного американського футболу. Шлюб протривав сім років, Браун народила дочку та сина.
Сімпсон чинив емоційне, словесне та фізичне насильство проти Браун. Вона неодноразово дзвонила до поліції зі скаргою на чоловіка, але його заарештували лише один раз, у 1989 році – чоловік не визнав себе винним у домашньому насильстві. Браун зняла свої звинувачення після того, як у ситуацію втрутились її батьки та заохотили примиритися з Сімпсоном.
12 червня 1994 році Ніколь Браун була вбита поблизу свого будинку в Брентвуді разом зі своїм коханцем, офіціантом Роном Ґолдманом. Після суперечливого та широко висвітленого кримінального провадження Сімпсон був виправданий за всіма звинуваченнями. У позові 1997 року Орентала Сімпсона було визнано винним в обох смертях.